# Jeroni Saiz Gomila
Jeroni Saiz Gomila (Palma, 1941) és un enginyer i polític mallorquí que fou conseller d'obres públiques de les Illes Balears entre els anys 1983 i 1993, sempre sota la presidència de Gabriel Cañellas.
Fou conseller en tres legislatures diferents: 1983-1987, 1987-1991 i 1991-1995. Complí les dues primeres legislatures senceres però fou substituït el 1993 per Bartomeu Reus en la remodelació en què Cañellas feu entrar a l'executiu Rosa Estaràs, Catalina Cirer, Jaume Matas i Joan Flaquer tot baixant la mitjana d'edat de l'executiu substancialment.
Fou un dels imputats en el Cas Túnel de Sóller i també ha estat imputat en una de les peces del Cas Andratx.